# Парламентские выборы на Кипре (2011)
Парламентские выборы в Республике Кипр прошли 22 мая 2011 года.

## Перед выборами
На 56 мест Палаты Представителей, представляющих греческую общину острова, претендует 412 кандидатов от 10 партий и движений. 24 места, закреплённые Конституцией за турецкой общиной острова, останутся вакантными. Ещё три места закреплено за национальными и религиозными меньшинствами Кипра — армянами, католиками и маронитами. На 21 место от Никосии претендует 142 кандидата (6,76 человек на место), на 12 мест от Лимасола — 86 (7,17), на 11 мест от Фамагусты — 77 (7), на 5 мест от Ларнаки — 50 (10), на 4 места от Пафоса — 34 (8,5), на 3 места от Кирении — 23 кандидата (7,67). За место от армянской общины поборются независимый Андраник Ашчян и представитель АРФ «Дашнакцутюн» Вардгес Махтесян. В борьбе за место от католической общины также участвуют два кандидата, от маронитской общины — пять кандидатов.
Наибольшие рейтинги — у коммунистической Прогрессивной партии трудового народа и правого Демократического объединения, разрыв между которыми, согласно последним опросам общественного мнения, составляет менее 1 %.

## Результаты
| Партия | Партия                                | Голосов           | Мест | Δ   |
| ------ | ------------------------------------- | ----------------- | ---- | --- |
|        | Демократическое объединение           | 138 682 (34,28 %) | 20   | ▲ 2 |
|        | Прогрессивная партия трудового народа | 132 171 (32,67 %) | 19   | ▲ 1 |
|        | Демократическая партия                | 63 763 (15,76 %)  | 9    | ▼ 2 |
|        | Движение за социал-демократию         | 36 113 (8,93 %)   | 5    | 0   |
|        | Европейская партия                    | 15 711 (3,88 %)   | 2    | ▼ 1 |
|        | Партия зелёных                        | 8960 (2,21 %)     | 1    | 0   |